# Соглашение между СССР и США о линии разграничения морских пространств
Соглашение между СССР и США о линии разграничения морских пространств, или USA/USSR Maritime Boundary Agreement (используются также наименования Соглашении о Линии Шеварднадзе-Бейкера (англ. Baker-Shevardnadze line agreement)) — соглашение между СССР и США о разграничении экономических зон и континентального шельфа в Чукотском и Беринговом морях, а также территориальных вод на небольшом участке в Беринговом проливе между островами Ратманова (Россия) и Крузенштерна (США).
Соглашение было подписано 1 июня 1990 года в Вашингтоне министром иностранных дел СССР Эдуардом Шеварднадзе и госсекретарём США Джеймсом Бейкером.
Не было ратифицировано советским (затем — российским) парламентом и применяется с 15 июня 1990 года на временной основе в соответствии с договорённостью, достигнутой при подписании (что предусмотрено статьёй 25 Венской Конвенции о праве международных договоров 1969 года).

## Основные положения Соглашения
За основу разграничения взята линия, определённая русско-американской конвенцией 1867 года в связи с продажей Россией Аляски и Алеутских островов Соединённым Штатам.
По условиям соглашения в Беринговом море к США отошли:
- часть исключительной экономической зоны СССР площадью 23,7 тысячи км²; фактически переданная Советским Союзом Соединённым Штатам в 1977 году;
- часть исключительной экономической зоны СССР площадью 7,7 тысячи км²;
- участок континентального шельфа площадью 46,3 тысячи км² в открытой центральной части Берингова моря, находящийся за пределами 200 морских миль от исходных линий.

При этом участок континентального шельфа, отошедший в этой части Берингова моря к Российской Федерации, составил всего 4,6 тысячи км², что на 74 000 км² шельфа меньше, чем полагается при традиционном в таких случаях разграничении по срединной линии.
В отдельных местах [каких?] исключительная экономическая зона США за счёт неоправданно [почему?] отданной площади исключительной экономической зоны СССР превысила расстояние в 200 морских миль от исходных линий, что противоречит статье 57 Конвенции ООН по морскому праву 1982 года.

## История вопроса
В Конвенции о продаже Аляски, подписанной в 1867 году Александром II, не было никаких положений о делении морских пространств.
В 1976 году возникла необходимость в «размежевании», когда прибрежные государства стали вводить 200-мильные рыболовные, а затем исключительные экономические зоны. В то же время в Беринговом и Чукотском морях 200-мильные зоны перекрывали друг друга на протяжении 1500 морских миль.
В 1977 году правительство СССР соглашается отдать акватории в Беринговом море с условием выделения квоты на вылов рыбы, теряемой рыболовными судами СССР в объёме 50 тысяч тонн рыбы, в том числе: минтая — 100, сельди — 20−30, трески — 5, палтуса — 4−5 и камбалы — 3 тыс. тонн.
Минрыбхоз СССР предлагал, с учётом интересов рыбаков, договориться с американцами и установить в Беринговом море срединную линию для разграничения накладывающихся участков, а в Чукотском море и Северном Ледовитом океане — взять за основу линию Конвенции от 1867 года. Все эти предложения не противоречили нормам международного права.

Американцы же настаивали на применении по всей акватории линии Конвенции 1867 года и не соглашались проводить разграничение по срединной линии. Советская сторона считала, что линия разграничения в Беринговом море должна проходить по локсодромии, а американская сторона — по ортодромии, 15 тыс. миль² принадлежавших СССР. Стороны условились использовать спорную территорию совместно. Договоренность существовала до подписания соглашения 1990 года.

## Статус
Соглашение было ратифицировано Конгрессом США 18 сентября 1990 года, однако до настоящего времени не ратифицировано российским парламентом и применяется на временной основе после обмена нотами между МИД СССР и Государственным департаментом США.
В 1999 году в спор вмешался штат Аляска. В своей резолюции HJR-27 парламент штата взял под сомнение законность границ между США и Россией, так как 1 июня 1990 года госсекретарь США Джеймс Бейкер подписал соглашение «О морских границах» без участия представителей Аляски в переговорах и без согласия штата с условиями соглашения.
Парламент Аляски считает, что «поскольку департамент США в настоящее время ведёт переговоры с российским правительством по пересмотру морских границ с целью изъятия у американской стороны дополнительных 40 000 квадратных миль океана и морского дна, которые могут давать 300 миллионов фунтов улова без какого бы то ни было quid pro quo для США <…>, предлагаемый договор должен быть аннулирован, и новые переговоры должны быть проведены с участием штата Аляска, а условия нового соглашения, относящиеся к территории, суверенитету или собственности штата Аляска, должны приниматься только с согласия этого штата». Не согласна Аляска и с «передачей под российскую юрисдикцию островов Врангеля, Геральда, Беннета, Генриетты, Медного, Сивуча и Калана», хотя эти острова никогда и не были под юрисдикцией США.

## Критика
Соглашение часто подвергается критике в России, как с точки зрения правомерности, так и по вопросам несоответствия интересам государства.

### Правомерность
Вопрос о правомерности соглашения Шеварднадзе-Бейкера поднимался в России много раз, указывая на то, что инициаторы соглашения не провели предварительные обсуждения, достаточные для рассмотрения этого договора с точки зрения правительства России (СССР).
- Николай Иванович Рыжков, занимавший должность председателя Совета Министров СССР в тот период, утверждал, что ни Политбюро, ни Совет Министров СССР его не рассматривали, и он, глава правительства, никогда не подписывал подобных документов[5].
- Сотрудники МИД России ссылаются на Постановление Совета Министров СССР от 30 мая 1990 года № 532 «О разграничении морских пространств с США», в котором был одобрен проект Соглашения[6].
- В то же время в законодательстве СССР не было нормы о временном вступлении в силу договоров о территориальном разделении с другими государствами. Они подлежат обязательной ратификации. Более того, в соответствии с Конституцией СССР (пункт 3, статья 108) определение государственной границы СССР относилось к исключительному ведению Съезда народных депутатов СССР.

Шеварднадзе в Беринговом море отдал 34 тысячи квадратных миль нефтеносного района единоличным решением, а потом провёл его через Политбюро. Кстати, у Шеварднадзе была такая манера: принимать решения, ни с кем не считаясь, а затем оформлять это через Горбачёва. Это, в первую очередь, касалось вопросов разоружения. А если учесть, что у него были и остаются как личные, так и деловые отношения с Бейкером, то это многое объясняет в истории с Беринговым морем.

- В 1996 году в Госдуме состоялись парламентские слушания по вопросу разграничения морских пространств между Россией и США. Никаких решений по результатам не принято.
- 14 июня 2002 года Госдума Федерального Собрания Российской Федерации приняла Постановление № 2880-III ГД, в котором отмечено:

… в результате разграничения морских пространств в соответствии с Соглашением в Беринговом море к США отошли: часть исключительной экономической зоны СССР площадью 23,7 тысячи квадратных километров, фактически переданная Советским Союзом Соединённым Штатам Америки ещё в 1977 году; часть исключительной экономической зоны СССР площадью 7,7 тысячи квадратных километров; участок континентального шельфа площадью 46,3 тысячи квадратных километров в открытой центральной части Берингова моря, находящийся за пределами 200 морских миль от исходных линий. При этом участок континентального шельфа, отошедший в этой части Берингова моря к Российской Федерации, составил всего 4,6 тысячи квадратных километров. На отдельном участке исключительная экономическая зона Соединённых Штатов Америки за счёт неоправданно уступленной площади исключительной экономической зоны СССР превысила расстояние в 200 морских миль от исходных линий, что противоречит статье 57 Конвенции Организации Объединённых Наций по морскому праву (1982 года).

- 4 сентября 2002 года член Совета Федерации А. В. Назаров (председатель комитета Совета Федерации по делам севера и малочисленных народов) направил в Генпрокуратуру РФ запрос, в котором просит оценить правомочность действий Эдуарда Шеварднадзе при подписании 12 лет назад договора с США о морской границе.
- Сам Шеварднадзе в 2004 году утверждал, что в данном соглашении им был лишь подведён итог многолетних переговоров, единогласно одобренный Политбюро ЦК КПСС[9].
- 5 ноября 2007 года директор департамента Северной Америки МИД РФ И. С. Неверов заявил:

… США ратифицировали Соглашение 16 сентября 1991 года. Вопрос же ратификации Соглашения Россией не выносился, прежде всего, в связи с неоднозначными оценками его экономических последствий для рыболовства в Беринговом море.
Российскими государственными органами неоднократно проводилась экспертиза этого Соглашения на предмет его соответствия нормам международного морского права, интересам России и оценки возможных последствий в случае нератификации. Оценка сводилась к следующему.
Соглашение не противоречит интересам России за исключением потери права на ведение морского промысла на участке в средней части Берингова моря.
Исходя из этого, на протяжении ряда лет российская сторона ведёт переговоры с США с целью заключения всеобъемлющего соглашения о рыболовстве в северной части Берингова моря, которое компенсировало бы российским рыбакам потери от промысла в районах, отошедших к США.
Можно сказать, что на сегодняшний день согласовано большинство документов, входящих в это соглашение.
Таким образом, корректнее было бы говорить не о «споре о правомерности», а о всестороннем учёте всех аспектов Соглашения от 1 июня 1990 года и их применении.

### Экономические потери СССР и России
16 октября 2002 года 43 члена Совета Федерации направили в Счётную палату РФ запрос, в котором просили провести ряд мероприятий для «точного установления финансовых потерь России» в результате действия подписанного в 1990 году соглашения Бейкера-Шеварднадзе.
12 февраля 2003 года Счётная палата Российской Федерации в соответствии с планом работы и в связи с обращением членов Совета Федерации провела проверку воздействия соглашения на рыбопромысловую отрасль России и подготовила отчёт в котором, в частности, давалась такая оценка: «За период действия советско-американского Соглашения о линии разграничения в Беринговом море (1991—2002 года) потери России составили 1,6—1,9 млн тонн рыбы, что эквивалентно 1,8—2,2 млрд долларов США».
Уступка морских владений Америке лишила Россию возможности ежегодно вылавливать 200 тысяч тонн минтая. Кроме того, наличие пограничной линии усложняет свободное торговое судоходство и блокирует с востока Севморпуть, возрождение которого, в том числе для евроазиатских транзитных грузоперевозок, правительство России объявляло стратегической задачей. Не пускают в этот район и российских рыбопромысловиков; при этом канадские, японские, южнокорейские и тайваньские рыбокомпании имеют там квоты.
Эксперты отмечают, что с самого начала переговоров, которые начались в 1977 году, одним из главных вопросов при разграничении был вопрос о нефти. По данным экспертов, спорные районы богаты не только рыбными ресурсами, но также включают перспективные нефтегазовые месторождения «Наваринское» и «Алеутское». Об этом свидетельствует и распродажа правительством США участков в спорных районах американским компаниям, которая началась в 1982 году — задолго до подписания соглашения. Ресурсы проданных с тех пор участков, по данным американских экспертов, составляют около 200 млн тонн нефти и 200 млрд м³ газа.